# 内野台嶺
内野 台嶺（うちの たいれい、1884年4月29日 - 1953年12月14日）は、日本の漢文学者、サッカー選手・指導者。東京高等師範学校および東京文理科大学（いずれも現在の筑波大学）教授、駒澤大学文学部長を歴任した。

## 経歴
現在の神奈川県横浜市出身。14歳のとき、曹洞宗大乗寺の養子となり、城田作三の名を内野台嶺と改めた。
郁文館中学校を卒業後、1905年より在学した東京高等師範学校（予科・本科）では蹴球部（現：筑波大学蹴球部）に所属した。1909年の東京高師を卒業後に教師として赴任した東京府豊島師範学校では、サッカー部を設立し普及に努めた。1913年、東京高師に講師として戻り蹴球部の部長を務めた。
1917年（大正6年）には東京高師、豊島師範、青山師範を中心とした日本初のクラブチーム東京蹴球団の設立に尽力、同クラブはクラブチームとしての活動以外にも関東中学校蹴球大会の主催や、全国各地での講習会の開催などサッカーの普及、発展に尽力した。
1918年（大正7年）には学生と協力して旧制成蹊中学校にサッカー部を創設した。
1919年（大正8年）に大日本体育協会会長および東京高等師範学校校長の嘉納治五郎と共にイングランド協会から FAカップを受領。英国大使館書記官のウィリアム・ヘーグらから指導を受け、1921年（大正10年）に大日本蹴球協会（現日本サッカー協会）の創設に尽力。内野は初代理事長に選出され、東京蹴球団の団員達も理事や委員として運営を担った。
また、1931年（昭和6年）に採用された日本サッカー協会のシンボルである八咫烏は、東京高等師範学校の先輩であった中村覚之助の出身地の熊野那智大社の八咫烏をヒントにして、内野らが発案したものを基にしたとされている。東京高等師範学校の国語漢文部を卒業後、豊島師範の教諭となったが、再び東京高等師範学校の専攻科で学び、修了後は同校の講師として留まり後に教授となった。そして『孟子新譯』をはじめ多くの漢籍の著作を書き残した。1934年長女道子は漢文学者の藤川熊一郎と結婚、藤川は内野熊一郎として養嗣子となる。
1953年12月14日、東京都新宿区で肝硬変により死去した。2006年（平成18年）に第3回日本サッカー殿堂に選出された。

## 著書
- 昭和漢文叢書 孟子新釈 上下2冊（弘道館、1929年）
- 支那哲学思想叢書 新観孟子（三省堂、1934年）
- 孟子新釈 上下2冊（弘道館、1935年）
- 四書通論（賢文館、1934年）
- 孟子・孝経 漢籍を語る叢書3（大東出版社、1935年）
- 四書新釈 大学（賢文館、1935年）
- 四書新釈 中庸（賢文館、1935年）
- 四書新釈 論語（上下）（賢文館、1939年）